# Фербеллін
Фербеллін (нім. Fehrbellin) — громада в Німеччині, розташована в землі Бранденбург. Входить до складу району Східний Прігніц-Руппін.
Площа — 269,06 км2. Населення становить 8971 ос. (станом на 31 грудня 2020).

## Демографія
- Динаміка населення з 1875 року в сучасних кордонах (Синя лінія: населення; Пунктир: відносна порівняльна динаміка населення землі Бранденбург; Сірий фон: період Третього рейху; Помаранчевий фон: період НДР)
- Динаміка населення (синя лінія) і прогнози

| Рік  | Населення |
| ---- | --------- |
| 1875 | 12 109    |
| 1890 | 11 107    |
| 1910 | 9 758     |
| 1925 | 10 121    |
| 1939 | 10 271    |
| 1950 | 15 639    |
| 1964 | 11 807    |

| Рік  | Населення |
| ---- | --------- |
| 1971 | 11 582    |
| 1981 | 10 369    |
| 1985 | 10 163    |
| 1990 | 9 863     |
| 1995 | 9 618     |
| 2000 | 9 718     |
| 2005 | 9 278     |

| Рік  | Населення |
| ---- | --------- |
| 2010 | 8 771     |
| 2015 | 8 829     |
| 2016 | 8 849     |
| 2017 | 8 886     |
| 2018 | 8 948     |
| 2019 | 8 943     |
| 2020 | 8 971     |

Джерела даних вказані на Wikimedia Commons.